# VS Vereinigte Spezialmöbelfabriken
Die Vereinigten Spezialmöbelfabriken GmbH & Co. KG mit Sitz in Tauberbischofsheim sind ein 1898 gegründetes Unternehmen, das neben der Ausstattung von Bildungsstätten auch Büro- und Objekteinrichtungen betreibt. Das Unternehmen befindet sich in Familienbesitz.

## Geschichte
Albert Ramminger (1851–1898), seit 1876 Gewerbelehrer in Tauberbischofsheim, machte sich im Jahr 1888 als Unternehmer selbständig. Ramminger & Stetter, ein Vorgänger-Unternehmen von VS, fertigte ab 1890 in Tauberbischofsheim die patentierte Columbus-Schulbank – eine robuste Möblierung mit seitlichen Gusseisenteilen und beweglichen Pendelsitzen. Auf der Erfindermesse 1891 in Paris wurde die Columbus-Schulbank mit der Großen Goldmedaille ausgezeichnet.

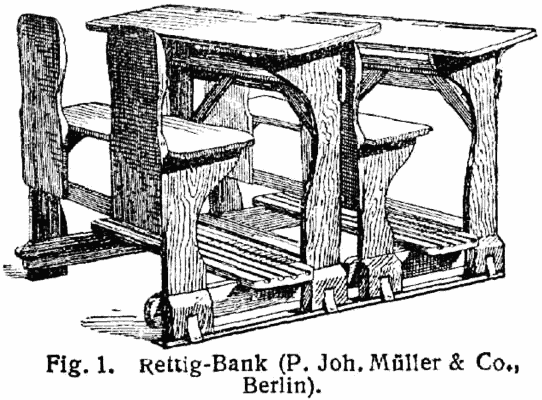
Rettig-Bank

Das Unternehmen VS entstand als Vereinigte Schulbankfabriken am 15. Mai 1898 durch den Zusammenschluss von vier Schulmöbelherstellern, darunter Ramminger & Stetter, Tauberbischofsheim, und P. Johannes Müller, (Berlin-)Charlottenburg (Hersteller der Rettig-Bank). Produktionsstandort ist Tauberbischofsheim.
Auf Initiative von Paul Johannes Müller wird das Sortiment der VS ab dem Jahr 1901 auf alle Produkte zur Schuleinrichtung erweitert. Im Jahr 1905 erhält die VS einen neuen Firmennamen: Aus Vereinigte Schulbankfabriken wird Vereinigte Schulmöbelfabriken. Das Unternehmen arbeitet ab 1907 mit dem Deutschen Werkbund zusammen, insbesondere mit den Architekten Richard Riemerschmid und Bruno Paul.
Vor Ausbruch des Ersten Weltkriegs beschäftigt VS in Tauberbischofsheim etwa einhundert Mitarbeiter. Bereits 1927 weist eine Statistik des Verbandes deutscher Schulmöbel und Schultafeln die VS als größte Schulmöbelfabrik Deutschlands aus.
Der vom Architekten und Möbelgestalter Karl Nothhelfer (1900–1980) im Jahre 1950 entworfene Holzkufenstuhl wurde 1952 patentiert. Der Stuhl kam in den 1950er bis 1970er Jahren in zahlreichen bundesdeutschen Schulen zum Einsatz. Es wurden mehr als 6,5 Millionen Exemplare des Holzkufenstuhls verkauft.
Ende der 1970er-Jahre erweiterte VS das Angebotsspektrum und integrierte zusätzliche Produktionszweige, was sich im neuen Namen VS Vereinigte Spezialmöbelfabriken widerspiegelte. Seit 1996 entwickelte das Unternehmen zudem sukzessive ein umfassendes Möbelsortiment für Büroeinrichtung.

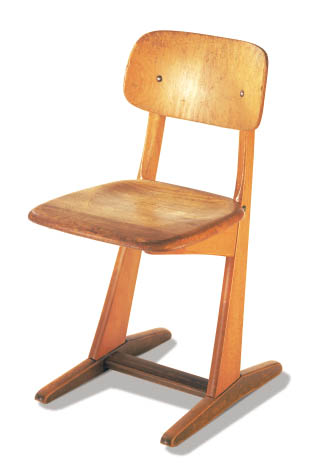
Der Holzkufenstuhl von VS

Im Jahre 1998 eröffnete VS ein VS-Schulmuseum (Hochhäuser Straße 8) in Tauberbischofsheim mit der ständigen Ausstellung „Das Klassenzimmer. Schulmöbel vom Ende des 19. Jahrhunderts bis heute.“

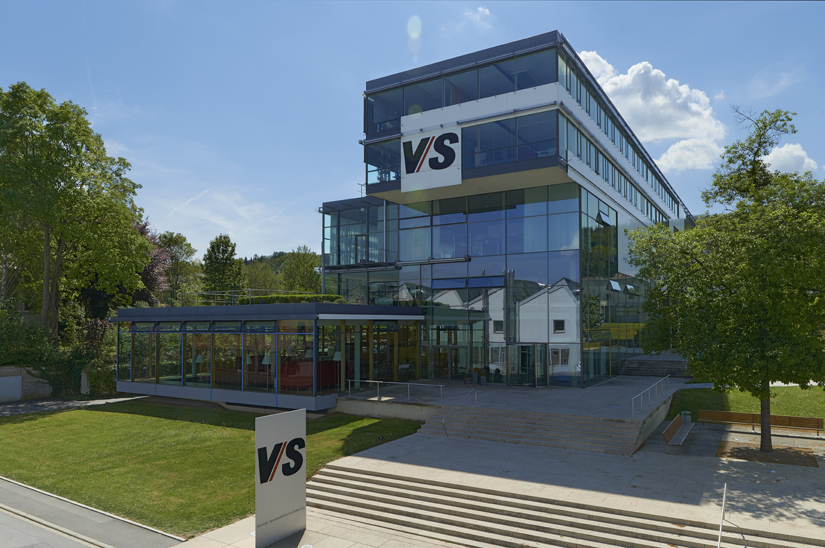
Das neue Verwaltungsgebäude von VS (Architekt: Günter Behnisch), eröffnet zum hundertjährigen Firmenjubiläum 1998

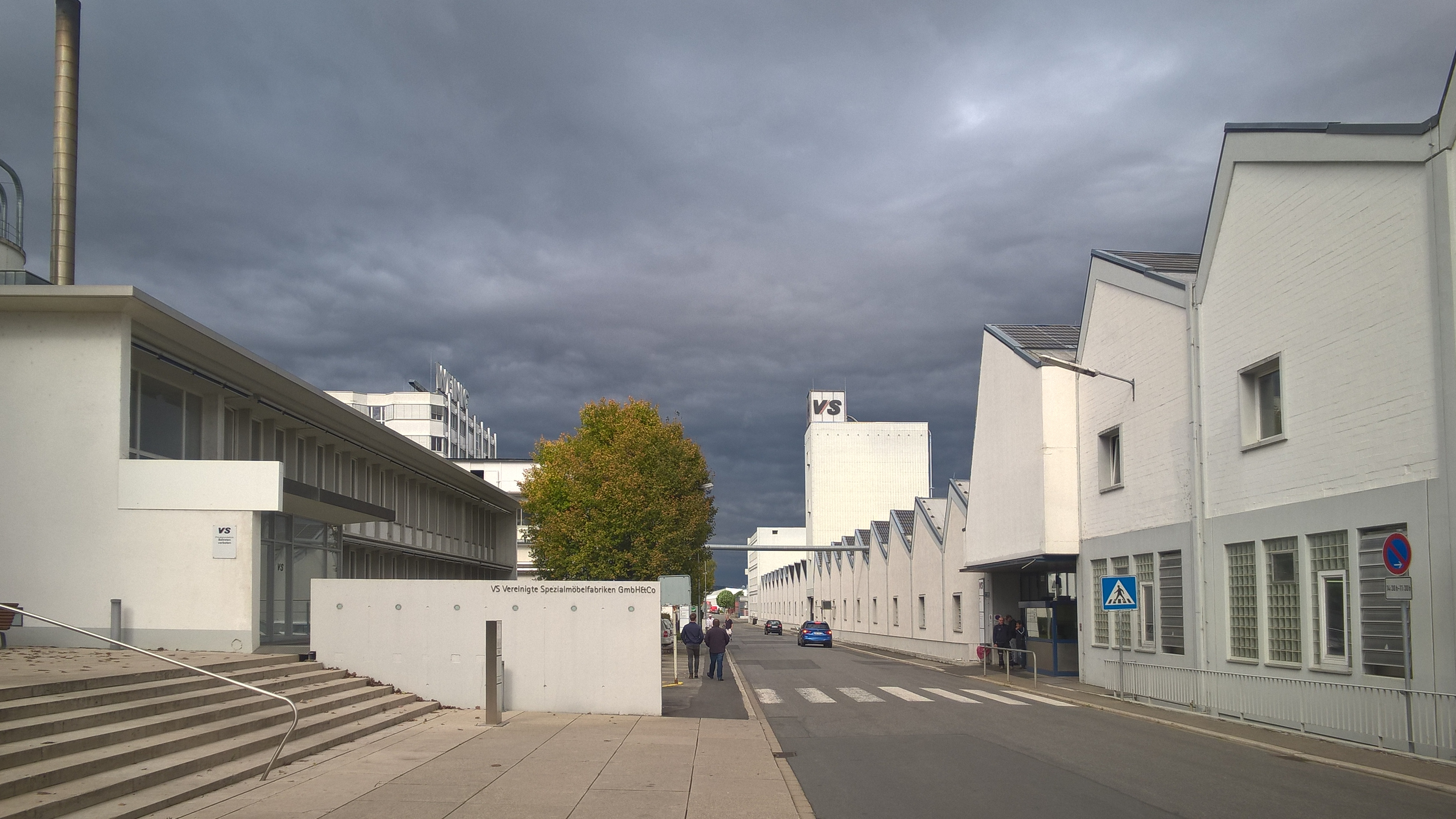
Firmengelände der VS in Tauberbischofsheim

Im Jahr 2001 wurden alle Verwaltungs-Arbeitsplätze des neuen Deutschen Bundestages in Berlin (Jakob-Kaiser- und Paul-Löbe-Haus) mit Möbeln von VS ausgestattet. Seit 2008 machen interaktive Whiteboards und Touchdisplays interaktiven Unterricht möglich.
Im Jahr 2015 wurde am Standort Tauberbischofsheim ein neugebautes Montagewerk bezogen.
Im Jahr 2019 zog der VS-Werksverkauf in einen ehemaligen Baumarkt nach Werbach.
Ab 2020 wurde das Werk erweitert. Im Januar 2023 wurde Werk 7.1 im Gewerbegebiet Schneekasten in Betrieb genommen.

## Produkte

### Repertoire
Zum klassischen Repertoire im Bereich der Schulausstattung zählen Schultische und Sitzmöbel für Schüler und Lehrpersonal, früher auch Pulte und Schulbänke sowie digitale Medien. Hinzu kommen Büromöbel, Möbel für den Wohn- und Loungebereich, Möbel für den Ganztagschulbereich, Korpusmöbel und Kleinteile. Daneben wird für Firmen eine komplette Raumgliederung und Arbeitsplatzgestaltung angeboten.

### Produktdesign und Architektur
VS arbeitet bei der Produktgestaltung mit international bekannten Designern und Architekten zusammen. Dazu gehören unter anderem Jean Nouvel, Martin Ballendat, Verner Panton, Egon Eiermann, Günter Behnisch und Stefan Behnisch, Hubertus Eilers und Peter Brown.  In der Zusammenarbeit mit Verner Panton entstanden ab 1993 verschiedene Stuhlfamilien mit unterschiedlichen Sitzschalen und Untergestellen. Möbel der Egon Eiermann Kollektion, die in den 1950er Jahren Maßstäbe setzten, waren unter anderem im Museum of Modern Art in New York zu sehen.
Günter Behnisch entwickelte mit VS einen Schreibtisch mit charakteristischer Freiformfläche. In Zusammenarbeit mit seinem Sohn Stefan Behnisch entstand eine Weiterentwicklung, mit der im Jahr 2001 die Verwaltungs-Arbeitsplätze des neuen Deutschen Bundestages ausgestattet wurden. Behnisch hat auch das 1998 eingeweihte Verwaltungsgebäude in Tauberbischofsheim entworfen. Die charakteristische Sheddach-Konstruktion auf einem Teil des Firmenkomplexes und ein Verwaltungsgebäude wurden 1959 nach Entwürfen von Karl Nothhelfer gebaut.
Im Jahr 2012 hat VS die Rechte an den Möbelentwürfen des International Style-Architekten Richard Neutra erworben und 2013 in einer Kollektion auf den Markt gebracht. Das A+D Architecture and Design Museum Los Angeles widmete dieser erstmals von VS aufgelegten Möbelserie im Jahr 2014 eine fünfwöchige Ausstellung. Der Boomerang Chair aus dieser Serie wurde 2015 beim German Design Award mit einer Special Mention ausgezeichnet. Der Stuhl inspirierte den deutschen Bildhauer Rolf Lieberknecht zur Installation Boomerang Tango.

## Unternehmensstruktur
Rund zwei Drittel der Belegschaft arbeiten in der Produktion, die sich am Standort Tauberbischofsheim befindet. Hier sind unter anderem die zentralen Fertigungsbereiche der Platten- und Stahlrohrverarbeitung verankert.
In ganz Deutschland bieten rund 75 eigene Fachberater sowie die vier VS-Niederlassungen mit Planungsbüros und Projektabwicklern individuelle Beratung und Planung vor Ort. In Deutschland sind der Vertrieb, der Export, die Fertigung, der Einkauf, Marketing und Werbung angesiedelt. Der deutsche Markt wird in folgende Bereiche unterteilt:
Niederlassungen:
- VS Süd – München
- VS Nord – Dortmund
- VS Ost – Berlin
- VS Mitte – Tauberbischofsheim

Tochterunternehmen:
- VS Service, Tauberbischofsheim
- VS Visuelle Medien GmbH & Co. KG, Tauberbischofsheim

Im Ausland hat VS in Frankreich, den USA, Australien und den Vereinigten Arabischen Emiraten mittlerweile vier Tochterunternehmen und kooperiert weltweit mit Handelspartnern. Für den weltweiten Markt hat die VS Niederlassungen, Standorte, Ansprechpartner und Repräsentanten in Europa, Asien sowie Nord-/Südamerika.

## Schulmuseum

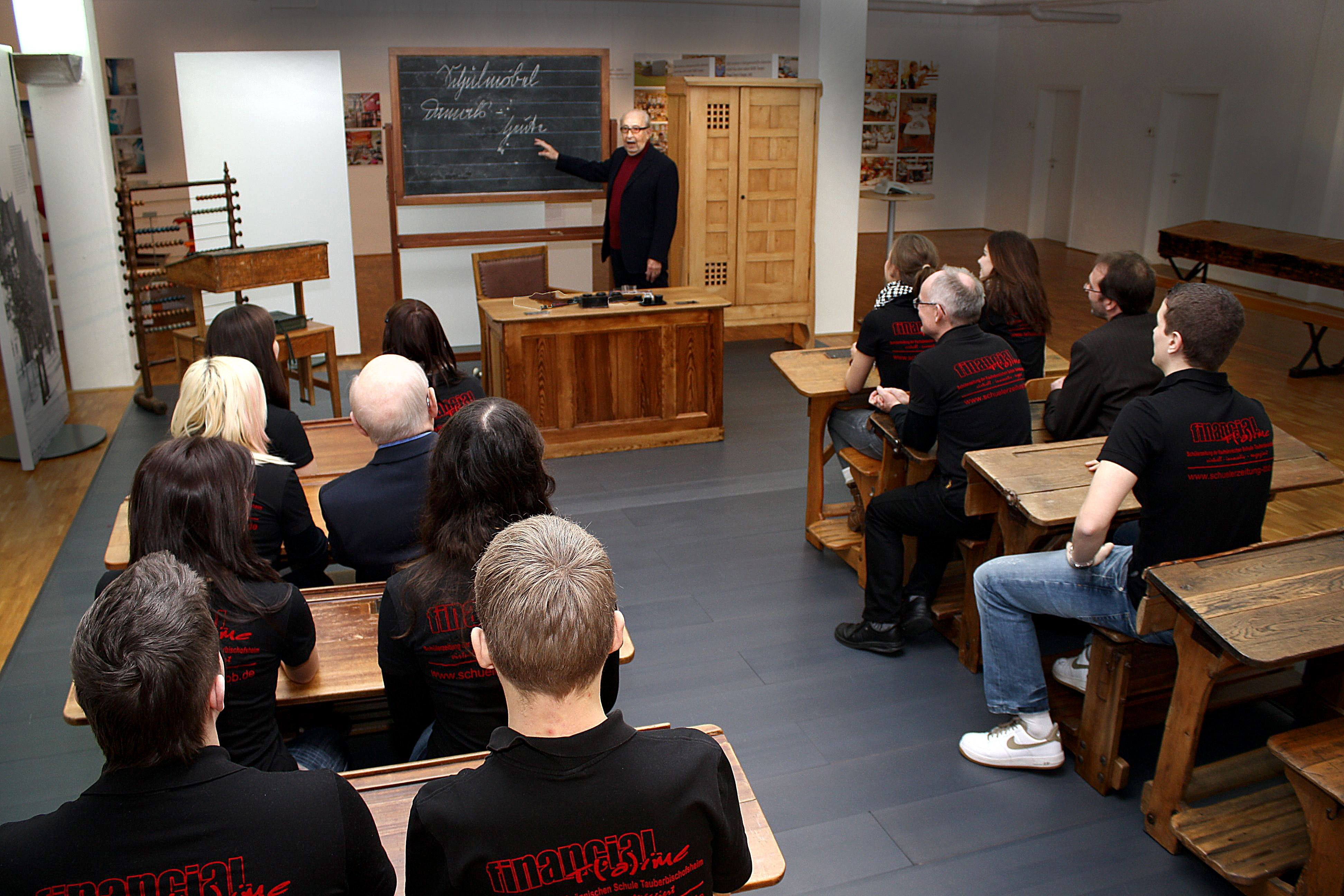
Ein Vortrag im Schulmuseum in Tauberbischofsheim (2010)

Das im Jahre 1998 in Tauberbischofsheim eröffnete Schulmuseum dokumentiert in einer ständigen Ausstellung die Entwicklung von Schule und Schulmöbeln. Zu den Ausstellungsstücken zählt eine umfassende Sammlung historischer Schulmöbel und Schuleinrichtungsgegenstände.